# Pipraich
Pipraich är en ort i Indien.   Den ligger i distriktet Gorakhpur och delstaten Uttar Pradesh, i den nordöstra delen av landet, 700 km öster om huvudstaden New Delhi. Pipraich ligger 91 meter över havet och antalet invånare är 15 856.
Terrängen runt Pipraich är mycket platt. Runt Pipraich är det mycket tätbefolkat, med 1 135 invånare per kvadratkilometer. Närmaste större samhälle är Gorakhpur, 17,0 km väster om Pipraich. Trakten runt Pipraich består till största delen av jordbruksmark.